# IC 3358
IC 3358 ist eine elliptische Zwerggalaxie vom Hubble-Typ dE3 im Sternbild Jungfrau nördlich der Ekliptik. Sie ist schätzungsweise 92 Millionen Lichtjahre von der Milchstraße entfernt und hat einen Durchmesser von etwa 30.000 Lj. Die Galaxie ist unter der Katalognummer VCC 951 als Mitglied des Virgo-Galaxienhaufens gelistet.
Im selben Himmelsareal befinden sich u. a. die Galaxien IC 3331, IC 3346, IC 3356, IC 3381.
Das Objekt wurde am 12. September 1900 von Arnold Schwassmann entdeckt.